# Aizpute
Aizpute (pol. Hazenpot, niem. Hasenpoth) – miasto na Łotwie, leżące w historycznej krainie Kurlandia w novadsie Kurlandia Południowa, nad rzeką Tebrą, 50 kilometrów na północny wschód od Lipawy. Mieszkają w nim 4 389 osoby (2015). W latach 2009–2021 siedziba novadsu Aizpute.

## Historia
Gdy w XIII wieku tereny na których leży Aizpute zostało podbite przez niemieckich krzyżowców. W 1248 r. Mistrz Zakonu Inflanckiego Dietrich von Grüningen polecił zbudować kamienny zamek. Zamek i osadę nazwano Hasenpoth. Po podziale Kurlandii w 1253 r. Aizpute znalazło się na terenie podległym biskupom. W 1260 r. Zbudowano kościół. W 1378 roku biskup Otto przyznał Aizpute prawa miejskie. W drugiej połowie XVI wieku Aizpute szybko się rozwinęło, ponieważ rzeka Tebra była używana jako główny szlak handlowy dla kupców z Ziemi piltyńskiej. W latach 1611–1795 Aizpute znajdowało się pod zwierzchnictwem Rzeczypospolitej Obojga Narodów jako stolica półautonomicznego powiatu piltyńskiego. Podczas III rozbioru Polski w 1795 roku Aizpute została włączona do Rosji, stając się częścią guberni kurlandzkiej. Podczas rewolucji rosyjskiej w 1905 r. Aizpute było jednym z miejsc, w których lokalni rewolucjoniści wykazywali zbrojny opór wobec kozackich jednostek karnych.
Obecna nazwa miejscowości funkcjonuje od 1917 roku.
Podczas okupacji hitlerowskiej, w sierpniu 1941 roku Niemcy utworzyli getto dla żydowskich mieszkańców. Przebywało w nim około 400 osób. 27 października 1941 roku Niemcy pod dowództwem SS-Untersturmführera Wolfganga Küglera przy współdziałaniu łotewskiej policji pomocniczej zamordowali Żydów w pobliżu dworca kolejowego w Kalvene. 

## Zabytki
- Ruiny zamku kawalerów mieczowych
- Kościół św. Jana
- Cmentarz żydowski

## Miasta partnerskie
- Schwerzenbach ( Szwajcaria)[2]
- Karlskrona ( Szwecja)[2]